# Rajdowy Puchar Polski 2014
Rajdowy Puchar Polski 2014 – kolejny sezon rajdów samochodowych rozgrywanych w ramach Rajdowego Pucharu Polski w roku 2014.

## Kalendarz
8 grudnia 2013 w Centrum Olimpijskim PKOL w Warszawie, podczas Gali Sportu Motorowego kończącej sezon motorowy w Polsce, przedstawiono harmonogram Rajdowego Pucharu Polski w 2014 roku. Kierowcy skonfrontują się w dziewięciu rajdach.
| Runda | Data                | Nazwa rajdu                  | Baza rajdu     | Nawierzchnia | Zwycięzca RPP               | Raport   |
| ----- | ------------------- | ---------------------------- | -------------- | ------------ | --------------------------- | -------- |
| 1     | 6–8 marca           | 1. Rajd Arłamów              | Arłamów        | asfalt       | Hubert Palider              | Wyniki   |
| 2     | 11–13 kwietnia      | 42. Rajd Świdnicki KRAUSE    | Świdnica       | asfalt       | Jakub Brzeziński            | Wyniki   |
| 3     | 30 maja – 1 czerwca | 29. Rajd Karkonoski          | Jelenia Góra   | asfalt       | Jakub Brzeziński            | Wyniki   |
| 4     | 20–21 czerwca -     | 10. Rajd Gdańsk Baltic Cup   | Sopot          | asfalt       | --------------------------- | Odwołany |
| 5     | 7–9 sierpnia        | 23. Rajd Rzeszowski          | Rzeszów        | asfalt       | Hubert Palider              | Wyniki   |
| 6     | 5–7 września        | 60. Rajd Wisły               | Istebna        | asfalt       | Jakub Brzeziński            | Wyniki   |
| 7     | 25–27 września      | 2. Rajd Nadwiślański         | Puławy         | asfalt       | Grzegorz Musz               | Wyniki   |
| 8     | 16–18 października  | 24. Rajd Dolnośląski         | Polanica-Zdrój | asfalt       | Hubert Palider              | Wyniki   |
| 9     | 21–22 listopada     | 40. Rajd Cieszyńska Barbórka | Cieszyn        | asfalt       | Robert Halicki              | Wyniki   |

- Czwarta runda zawodów RPP – 10. Rajd Kaszub ze względu na nieosiągnięcie wystarczającej frekwencji zgłoszonych załóg, nie był eliminacją Rajdowego Pucharu Polski, rajd odbył się jako rajd okręgowy i konkurs jazdy samochodem. Zawodnicy RPP mogli wziąć udział w rajdzie jako „gość”[2][4].

## Zgłoszone zespoły i kierowcy[5][6][7][8][9][10]
| Konstruktor | Samochód                 | Kierowca                  | Pilot                      | Rundy       |
| ----------- | ------------------------ | ------------------------- | -------------------------- | ----------- |
| BMW         | BMW 318 IS               | Marcin Badurski           | Piotr Bagniuk              | 1–2, 6, 8   |
| BMW         | BMW 318 IS               | Łukasz Kunicki            | Michał Kłos                | 2–3, 5      |
| BMW         | BMW 318 IS               | Łukasz Kunicki            | Bożydar Grzywaczewski      | 6, 8        |
| BMW         | BMW                      | Artur Kubacki             | Łukasz Kubacki             | 3           |
| Citroën     | Citroën C2               | Adam Kamisiński           | Łukasz Jastrzębski         | 2–3, 5      |
| Citroën     | Citroën C2 R2            | Tomasz Hupało             | Rafał Fiołek               | 2–3, 5, 8   |
| Citroën     | Citroën C2 R2            | Jakub Brzeziński          | Grzegorz Czarnecki         | 2–3, 6      |
| Citroën     | Citroën C2 R2            | Jakub Brzeziński          | Bartłomiej Boba            | 5           |
| Citroën     | Citroën C2 R2 Max        | Grzegorz Świątecki        | Michał Miklaszewski        | 2–3         |
| Citroën     | Citroën C2 R2 Max        | Adam Kamisiński           | Łukasz Jastrzębski         | 6           |
| Citroën     | Citroën Saxo             | Bartosz Kołdej            | Kacper Pietrusiński        | 2–3, 5–6, 8 |
| Citroën     | Citroën Saxo             | Grzegorz Jajszczak        | Robert Podlecki            | 3, 5–6, 8   |
| Citroën     | Citroën Saxo             | Jerzy Smagała             | Konrad Giergiel            | 5           |
| Citroën     | Citroën Saxo             | Maciej Wojdyło            | Rafał Dziura               | 5           |
| Citroën     | Citroën Xsara            | Jacek Anioł               | Dariusz Bekas              | 2           |
| Citroën     | Citroën Xsara            | Jacek Anioł               | Wioletta Siewierska        | 7           |
| Fiat        | Fiat Cinquecento         | Marek Bugajski            | Robert Drożdż              | 2, 5–6, 8   |
| Fiat        | Fiat Cinquecento         | Grzegorz Pasterak         | Adam Gładysz               | 5–6, 8      |
| Fiat        | Fiat Cinquecento         | Marek Żmudzki             | Robert Grzyb               | 6           |
| Fiat        | Fiat 500 Abarth          | Robert Halicki            | Tomasz Tkacz               | 3, 5–8      |
| Fiat        | Fiat 500 Abarth          | Marek Bugajski            | Robert Drożdż              | 3           |
| Ford        | Ford Fiesta              | Paweł Biegun              | Patryk Olejniczak          | 1–3, 5–6, 8 |
| Ford        | Ford Focus               | Przemysław Purcha         | Piotr Rusin                | 1, 5        |
| Ford        | Ford Focus               | Przemysław Purcha         | Grzegorz Kiernicki         | 7–8         |
| Ford        | Ford Focus               | Krystian Czenczek         | Grzegorz Kiernicki         | 5           |
| FSO         | Polonez 2000             | Paweł Hoffman             | Michał Wiśniewski          | 5           |
| Honda       | Honda Civic              | Michał Bachula            | Mateusz Śliwa              | 1–3, 5–6, 8 |
| Honda       | Honda Civic              | Marcin Kurp               | Piotr Pasztaleniec         | 1–3, 5–6    |
| Honda       | Honda Civic              | Marcin Kurp               | Przemysław Lipiński        | 8           |
| Honda       | Honda Civic              | Jakub Lesiak              | Paweł Tłok                 | 2, 6        |
| Honda       | Honda Civic              | Szymon Cieślak            | Bartosz Sajdak             | 2, 8        |
| Honda       | Honda Civic              | Bartłomiej Fizia          | Wojciech Kolaczek          | 2–3, 6      |
| Honda       | Honda Civic              | Michał Kozłowski          | Dominik Kozłowski          | 2–3, 5–6    |
| Honda       | Honda Civic              | Michał Kozłowski          | Marta Momot                | 8           |
| Honda       | Honda Civic              | Klaudia Temple            | Katarzyna Pytel-Majkowska  | 2–3         |
| Honda       | Honda Civic              | Klaudia Temple            | Michał Poradisz            | 6           |
| Honda       | Honda Civic              | Michał Anaszkiewicz       | Wojciech Kozłowski         | 2–3, 5–6, 8 |
| Honda       | Honda Civic              | Michał Duda               | Jarosław Janasz            | 2–3, 5      |
| Honda       | Honda Civic              | Marcin Stywryszko         | Szymon Rosik               | 3           |
| Honda       | Honda Civic              | Tomasz Bętkowski          | Ernest Kornobis            | 3           |
| Honda       | Honda Civic              | Tomasz Bętkowski          | Michał Poradisz            | 5, 8        |
| Honda       | Honda Civic              | Błażej Kochańczyk         | Bartłomiej Kwiatek         | 3           |
| Honda       | Honda Civic              | Wiktor Mączkowski         | Piotr Burdach              | 5           |
| Honda       | Honda Civic              | Teodor Kocur              | Marcin Barłoga             | 5           |
| Honda       | Honda Civic              | Gracjan Grela             | Marta Momot                | 6           |
| Honda       | Honda Civic              | Piotr Baran               | Michał Paciej              | 6           |
| Honda       | Honda Civic FN2          | Marek Temple              | Wojciech Wysokiński        | 6           |
| Honda       | Honda Civic FN2          | Marek Temple              | Katarzyna Pytel-Majakowska | 7           |
| Honda       | Honda Civic Type R       | Grzegorz Musz             | Bogusław Browiński         | 1–3, 5–8    |
| Honda       | Honda Civic Type R       | Hubert Palider            | Mateusz Fortuna            | 1–3, 5–8    |
| Honda       | Honda Civic Type R       | Igor Pawłowicz            | Marcin Ścipień             | 1–3, 5, 7   |
| Honda       | Honda Civic Type R       | Maciej Kołdej             | Fabian Czub                | 1           |
| Honda       | Honda Civic Type R       | Zbigniew Skucha-Cienciała | Adam Ogierman              | 2–3         |
| Honda       | Honda Civic Type R       | Rafał Horecki             | Robert Bekas               | 2           |
| Honda       | Honda Civic Type R       | Rafał Horecki             | Michał Poradzisz           | 3           |
| Honda       | Honda Civic Type R       | Rafał Horecki             | Katarzyna Pytel-Majkowska  | 5, 8        |
| Honda       | Honda Civic Type R       | Rafał Horecki             | Rafał Goldman              | 6           |
| Honda       | Honda Civic Type R       | Oskar Lubieński           | Adam Jaros                 | 2–3, 5–8    |
| Honda       | Honda Civic Type R       | Janusz Knopt              | Bartosz Rozkrut            | 3, 5–8      |
| Honda       | Honda Civic Type R       | Łukasz Piniążek           | Ryszard Ciupka             | 5–7         |
| Honda       | Honda Civic Type R       | Szymon Cieślak            | Bartosz Sajdak             | 6           |
| Honda       | Honda Civic Type R       | Wiktor Mączkowski         | Piotr Burdach              | 6–8         |
| Honda       | Honda Civic Type R       | Piotr Marciniak           | Alina Waleczek             | 8           |
| Honda       | Honda Civic Type R       | Karol Braun               | Maciej Masłowiec           | 8           |
| Honda       | Honda Civic VTI          | Damian Wawrzyczek         | Marcin Gaś                 | 1–3, 5–8    |
| Honda       | Honda Civic VTI          | Karol Braun               | Maciej Masłowiec           | 2           |
| Honda       | Honda Civic VTI          | Grzegorz Bajda            | Wioletta Bajda             | 2, 6, 8     |
| Honda       | Honda Civic VTI          | Rafał Ślęczka             | Grzegorz Ślęczka           | 2–3, 5–6    |
| Honda       | Honda Civic VTI          | Łukasz Kozdroń            | Dariusz Bekas              | 6           |
| Honda       | Honda Civic VTI          | Michał Duda               | Jarosław Janasz            | 8           |
| Mitsubishi  | Mitsubishi Lancer EVO IX | Jarosław Klonowski        | Jarosław Hryniuk           | 1           |
| Mitsubishi  | Mitsubishi Lancer EVO IX | Jarosław Klonowski        | Robert Podlecki            | 2–3         |
| Mitsubishi  | Mitsubishi Lancer EVO IX | Damian Łata               | Michał Trela               | 1–3, 5–6    |
| Mitsubishi  | Mitsubishi Lancer EVO IX | Tomasz Kwiędacz           | Daniel Leśniak             | 2           |
| Mitsubishi  | Mitsubishi Lancer EVO IX | Dariusz Topolewski        | Filip Biesek               | 2           |
| Nissan      | Nissan Sunny             | Adrian Wronkowski         | Bartosz Herban             | 2–3, 5–6, 8 |
| Nissan      | Nissan Sunny GTI         | Marek Gaciarz             | Marcin Gaciarz             | 2, 5–6      |
| Opel        | Opel Astra               | Łukasz Mrozek             | Jakub Wolski               | 2–3, 5      |
| Opel        | Opel Astra               | Dariusz Czerwiński        | Paweł Panek                | 2–3, 5–8    |
| Opel        | Opel Astra               | Piotr Czypionka           | Grzegorz Gruszczyński      | 2–3, 8      |
| Opel        | Opel Astra               | Krzysztof Szomburg        | Piotr Pluta                | 2–3, 5      |
| Opel        | Opel Astra               | Krzysztof Szomburg        | Marcin Kowalik             | 6           |
| Opel        | Opel Astra               | Krzysztof Szomburg        | Piotr Pazdyga              | 8           |
| Opel        | Opel Astra               | Andrzej Saracyn           | Dariusz Sawicki            | 2–3         |
| Opel        | Opel Astra               | Przemysław Gosztyła       | Barbara Gosztyła           | 6           |
| Opel        | Opel Astra               | Piotr Konior              | Kamil Spendowski           | 8           |
| Opel        | Opel Astra GSI           | Sławomir Strychalski      | Marcin Hinz                | 1–3, 5–8    |
| Opel        | Opel Astra GSI           | Adam Sidor                | Bartłomiej Dziurzyński     | 2–3, 5–6    |
| Opel        | Opel Astra GSI           | Adam Sidor                | Marcin Scipień             | 8           |
| Opel        | Opel Astra GSI           | Damian Zygmunt            | Krystian Zygmunt           | 5           |
| Opel        | Opel Astra GSI           | Jacek Węcławski           | Michał Kłos                | 5           |
| Opel        | Opel Astra GSI           | Jacek Węcławski           | Krzysztof Jeżewski         | 7           |
| Opel        | Opel Astra GSI           | Łukasz Mrozek             | Jakub Wolski               | 6–8         |
| Opel        | Opel Astra GT            | Jakub Kaszuba             | Piotr Bieńkowski           | 5           |
| Opel        | Opel Astra GT            | Hubert Janów              | Sławomir Kołodziej         | 5           |
| Peugeot     | Peugeot 206              | Paweł Jańczyk             | Grzegorz Bajda             | 3           |
| Peugeot     | Peugeot 206              | Paweł Jańczyk             | Błażej Ziobrowski          | 6           |
| Peugeot     | Peugeot 206 RC           | Łukasz Michalina          | Marceli Stankiewicz        | 5–6, 8      |
| Peugeot     | Peugeot 206 Vti R2       | Robert Kraus              | Michał Majewski            | 1–3, 5      |
| Peugeot     | Peugeot 206 Vti R2       | Sławomir Strychalski      | Marcin Hinz                | 2           |
| Peugeot     | Peugeot 206 XS           | Paweł Jańczyk             | Grzegorz Bajda             | 1           |
| Peugeot     | Peugeot 206 XS           | Mateusz Siadak            | Jarosław Skwarek           | 5           |
| Peugeot     | Peugeot 208 R2           | Tomasz Foltyn             | Szymon Marciniak           | 5–8         |
| Peugeot     | Peugeot 208 R2           | Bartosz Foltyn            | Dariusz Gurdziołek         | 5–6         |
| Peugeot     | Peugeot 208 R2           | Łukasz Pieniążek          | Ryszard Ciupka             | 8           |
| Peugeot     | Peugeot 208 Vti R2       | Robert Kraus              | Michał Majewski            | 6           |
| Renault     | Renault Clio             | Radosław Pogan            | Kacper Pietrusiński        | 1           |
| Renault     | Renault Clio             | Radosław Pogan            | Bartosz Bil                | 3           |
| Renault     | Renault Clio             | Dawid Sawko               | Bartosz Sajdak             | 1           |
| Renault     | Renault Clio             | Dawid Sawko               | Mateusz Kacprzak           | 2–3         |
| Renault     | Renault Clio             | Dawid Sawko               | Marcin Kowalik             | 8           |
| Renault     | Renault Clio             | Rafał Kręcioch            | Marcin Roik                | 1           |
| Renault     | Renault Clio             | Tomasz Curyło             | Katarzyna Wojtiuk          | 1–2         |
| Renault     | Renault Clio             | Tomasz Curyło             | Sebastian Dwornik          | 5           |
| Renault     | Renault Clio             | Igor Pietrzak             | Przemysław Salamon         | 2–3, 5–6    |
| Renault     | Renault Clio             | Igor Pietrzak             | Michał Kłos                | 7–8         |
| Renault     | Renault Clio             | Patryk Osowiecki          | Adam Piwoński              | 5–6, 8      |
| Renault     | Renault Clio             | Paweł Jańczyk             | Błażej Ziobrowski          | 8           |
| Renault     | Renault Clio R3          | Rafał Kulka               | Aneta Marcol               | 6           |
| Renault     | Renault Clio Sport       | Piotr Kalinowski          | Piotr Białowąs             | 1–3, 5      |
| Renault     | Renault Clio Sport       | Piotr Kalinowski          | Paweł Pochroń              | 8           |
| Skoda       | Škoda Felicia            | Tobias Edelmann           | Peggy Holm                 | 3           |
| Subaru      | Subaru Impreza Sti       | Mariusz Zapała            | Ryszard Chlebowski         | 5, 7        |
| Subaru      | Subaru Impreza Sti       | Mariusz Zapała            | Mateusz Martynek           | 8           |
| Subaru      | Subaru Impreza 555       | Marek Kluszczyński        | Krzysztof Marschal         | 2–3         |
| Volkswagen  | Volkswagen Polo Gti      | Maciej Rawski             | Jarosław Kohut             | 6           |
| Volkswagen  | Volkswagen Polo Gti      | Maciej Rawski             | Łukasz Jastrzębski         | 8           |
| Wartburg    | Wartburg 353 WR          | Marek Mateja              | Bartłomiej Gorajczyk       | 6           |

## Wyniki

### Runda 1 – 1. Rajd Arłamów
| Runda | Nazwa rajdu                                | Zawodnicy na podium | Zawodnicy na podium                | Zawodnicy na podium | Zawodnicy na podium | Statystyka | Statystyka        | Statystyka | Statystyka   |
| Runda | Nazwa rajdu                                | Poz.                | Kierowca                           | Samochód            | Czas                | OS         | Długość           | Zgł. załóg | Sklas. załóg |
| ----- | ------------------------------------------ | ------------------- | ---------------------------------- | ------------------- | ------------------- | ---------- | ----------------- | ---------- | ------------ |
| 1     | Rajd Arłamów (6–8 marca) — Wyniki i raport | 1                   | Hubert Palider Mateusz Fortuna     | Honda Civic Type R  | 51:33,6             | (8) 7      | (74,59km) 68,34km | 21         | 18           |
| 1     | Rajd Arłamów (6–8 marca) — Wyniki i raport | 2                   | Tomasz Hupało Rafał Fiołek         | Citroen C2 R2       | +0:21,2             | (8) 7      | (74,59km) 68,34km | 21         | 18           |
| 1     | Rajd Arłamów (6–8 marca) — Wyniki i raport | 3                   | Radosław Pogan Kacper Pietrusiński | Renault Clio        | +0:25,1             | (8) 7      | (74,59km) 68,34km | 21         | 18           |

### Runda 2 – 42. Rajd Świdnicki
| Runda | Nazwa rajdu                                              | Zawodnicy na podium | Zawodnicy na podium                 | Zawodnicy na podium | Zawodnicy na podium | Statystyka | Statystyka | Statystyka | Statystyka   |
| Runda | Nazwa rajdu                                              | Poz.                | Kierowca                            | Samochód            | Czas                | OS         | Długość    | Zgł. załóg | Sklas. załóg |
| ----- | -------------------------------------------------------- | ------------------- | ----------------------------------- | ------------------- | ------------------- | ---------- | ---------- | ---------- | ------------ |
| 2     | Rajd Świdnicki KRAUSE (11–13 kwietnia) — Wyniki i raport | 1                   | Jakub Brzeziński Grzegorz Czarnecki | Citroen C2 R2       | 42:50,3             | 6          | 73,00      | 48         | 33           |
| 2     | Rajd Świdnicki KRAUSE (11–13 kwietnia) — Wyniki i raport | 2                   | Hubert Palider Mateusz Fortuna      | Honda Civic Type R  | +0:15,9             | 6          | 73,00      | 48         | 33           |
| 2     | Rajd Świdnicki KRAUSE (11–13 kwietnia) — Wyniki i raport | 3                   | Tomasz Hupało Rafał Fiołek          | Citroen C2 R2       | +0:53,3             | 6          | 73,00      | 48         | 33           |

### Runda 3 – 29. Rajd Karkonoski
| Runda | Nazwa rajdu                                           | Zawodnicy na podium | Zawodnicy na podium                 | Zawodnicy na podium | Zawodnicy na podium | Statystyka | Statystyka | Statystyka | Statystyka   |
| Runda | Nazwa rajdu                                           | Poz.                | Kierowca                            | Samochód            | Czas                | OS         | Długość    | Zgł. załóg | Sklas. załóg |
| ----- | ----------------------------------------------------- | ------------------- | ----------------------------------- | ------------------- | ------------------- | ---------- | ---------- | ---------- | ------------ |
| 3     | Rajd Karkonoski (30 maja – 31 maja) — Wyniki i raport | 1                   | Jakub Brzeziński Grzegorz Czarnecki | Citroen C2 R2       | 52:01,7             | 7          | 81,92      | 48         | 27           |
| 3     | Rajd Karkonoski (30 maja – 31 maja) — Wyniki i raport | 2                   | Grzegorz Musz Bogusław Browiński    | Honda Civic Type R  | +0:29,4             | 7          | 81,92      | 48         | 27           |
| 3     | Rajd Karkonoski (30 maja – 31 maja) — Wyniki i raport | 3                   | Robert Halicki Tomasz Tkacz         | Fiat 500 Abarth     | +0:32,0             | 7          | 81,92      | 48         | 27           |

### Runda 5 – 23. Rajd Rzeszowski
| Runda | Nazwa rajdu                                      | Zawodnicy na podium | Zawodnicy na podium            | Zawodnicy na podium | Zawodnicy na podium | Statystyka | Statystyka | Statystyka | Statystyka   |
| Runda | Nazwa rajdu                                      | Poz.                | Kierowca                       | Samochód            | Czas                | OS         | Długość    | Zgł. załóg | Sklas. załóg |
| ----- | ------------------------------------------------ | ------------------- | ------------------------------ | ------------------- | ------------------- | ---------- | ---------- | ---------- | ------------ |
| 5     | Rajd Rzeszowski (7–9 sierpnia) — Wyniki i raport | 1                   | Hubert Palider Mateusz Fortuna | Honda Civic Type R  | 52:39,5             | 6          | 80,50      | 54         | 32           |
| 5     | Rajd Rzeszowski (7–9 sierpnia) — Wyniki i raport | 2                   | Damian Wawrzyczek Marcin Gaś   | Honda Civic VTI     | +0:19,1             | 6          | 80,50      | 54         | 32           |
| 5     | Rajd Rzeszowski (7–9 sierpnia) — Wyniki i raport | 3                   | Tomasz Foltyn Szymon Marciniak | Peugeot 208 R2      | +1:01,8             | 6          | 80,50      | 54         | 32           |

### Runda 6 – 60. Rajd Wisły
| Runda | Nazwa rajdu                                 | Zawodnicy na podium | Zawodnicy na podium                 | Zawodnicy na podium | Zawodnicy na podium | Statystyka | Statystyka | Statystyka | Statystyka   |
| Runda | Nazwa rajdu                                 | Poz.                | Kierowca                            | Samochód            | Czas                | OS         | Długość    | Zgł. załóg | Sklas. załóg |
| ----- | ------------------------------------------- | ------------------- | ----------------------------------- | ------------------- | ------------------- | ---------- | ---------- | ---------- | ------------ |
| 6     | Rajd Wisły (5–7 września) — Wyniki i raport | 1                   | Jakub Brzeziński Grzegorz Czarnecki | Citroen C2 R2       | 43:11,7             | 6          | 72,84      | 50         | 36           |
| 6     | Rajd Wisły (5–7 września) — Wyniki i raport | 2                   | Grzegorz Musz Bogusław Browiński    | Honda Civic Type R  | +1:10,4             | 6          | 72,84      | 50         | 36           |
| 6     | Rajd Wisły (5–7 września) — Wyniki i raport | 3                   | Szymon Cieślak Bartosz Sajdak       | Honda Civic Type R  | +2:00,0             | 6          | 72,84      | 50         | 36           |

### Runda 7 – 2 Rajd Nadwiślański
| Runda | Nazwa rajdu                                   | Zawodnicy na podium | Zawodnicy na podium              | Zawodnicy na podium | Zawodnicy na podium | Statystyka | Statystyka | Statystyka | Statystyka   |
| Runda | Nazwa rajdu                                   | Poz.                | Kierowca                         | Samochód            | Czas                | OS         | Długość    | Zgł. załóg | Sklas. załóg |
| ----- | --------------------------------------------- | ------------------- | -------------------------------- | ------------------- | ------------------- | ---------- | ---------- | ---------- | ------------ |
| 7     | Rajd Wisły (27–28 września) — Wyniki i raport | 1                   | Grzegorz Musz Bogusław Browiński | Honda Civic Type R  | 40:33,4             | 6          | 72,68      | 40         | 27           |
| 7     | Rajd Wisły (27–28 września) — Wyniki i raport | 2                   | Tomasz Foltyn Szymon Marciniak   | Peugeot 208 R2      | +5,0                | 6          | 72,68      | 40         | 27           |
| 7     | Rajd Wisły (27–28 września) — Wyniki i raport | 3                   | Hubert Palider Mateusz Fortuna   | Honda Civic Type R  | +5,5                | 6          | 72,68      | 40         | 27           |

### Runda 8 – 24 Rajd Dolnośląski
| Runda | Nazwa rajdu                                             | Zawodnicy na podium | Zawodnicy na podium              | Zawodnicy na podium | Zawodnicy na podium | Statystyka | Statystyka | Statystyka | Statystyka   |
| Runda | Nazwa rajdu                                             | Poz.                | Kierowca                         | Samochód            | Czas                | OS         | Długość    | Zgł. załóg | Sklas. załóg |
| ----- | ------------------------------------------------------- | ------------------- | -------------------------------- | ------------------- | ------------------- | ---------- | ---------- | ---------- | ------------ |
| 8     | Rajd Dolnośląski (16–18 października) — Wyniki i raport | 1                   | Hubert Palider Mateusz Fortuna   | Honda Civic Type R  | 52:15,3             | 6          | 77,58      | 44         | 28           |
| 8     | Rajd Dolnośląski (16–18 października) — Wyniki i raport | 2                   | Grzegorz Musz Bogusław Browiński | Honda Civic Type R  | +0:10,3             | 6          | 77,58      | 44         | 28           |
| 8     | Rajd Dolnośląski (16–18 października) — Wyniki i raport | 3                   | Robert Halicki Tomasz Tkacz      | Fiat 500 Abarth     | +0:31,7             | 6          | 77,58      | 44         | 28           |

### Runda 9 – 40 Cieszyńska Barbórka
| Runda | Nazwa rajdu                                                  | Zawodnicy na podium | Zawodnicy na podium            | Zawodnicy na podium | Zawodnicy na podium | Statystyka | Statystyka | Statystyka | Statystyka   |
| Runda | Nazwa rajdu                                                  | Poz.                | Kierowca                       | Samochód            | Czas                | OS         | Długość    | Zgł. załóg | Sklas. załóg |
| ----- | ------------------------------------------------------------ | ------------------- | ------------------------------ | ------------------- | ------------------- | ---------- | ---------- | ---------- | ------------ |
| 9     | Rajd Cieszyńska Barbórka (21–22 listopada) — Wyniki i raport | 1                   | Robert Halicki Tomasz Tkacz    | Fiat 500 Abarth     | 52:15,3             | 6          | 77,94      | 59         | 42           |
| 9     | Rajd Cieszyńska Barbórka (21–22 listopada) — Wyniki i raport | 2                   | Rafał Kręcioch Kamil Heller    | Ford Fiesta         | +1:51,9             | 6          | 77,94      | 59         | 42           |
| 9     | Rajd Cieszyńska Barbórka (21–22 listopada) — Wyniki i raport | 3                   | Hubert Palider Mateusz Fortuna | Honda Civic Type R  | +0:31,7             | 6          | 77,94      | 59         | 42           |

### Klasyfikacja generalna kierowców RPP po 9 rundach[12]
Punkty przyznawano według klucza:
| Miejsce | 1  | 2  | 3  | 4 | 5 | 6 | 7 | 8 | 9 | 10 |
| Punkty  | 15 | 12 | 10 | 8 | 6 | 5 | 4 | 3 | 2 | 1  |

W przypadku, gdyby do danego rajdu zgłosiło się mniej niż 10 załóg, klucz punktacji w takim rajdzie zostałby zmieniony. Do klasyfikacji wliczanych będzie 7 z 9 najlepszych wyników (licząc według zdobyczy punktowych w każdym rajdzie). W klasyfikacji rocznej uwzględnieni będą tylko zawodnicy, którzy zostaną sklasyfikowani w minimum dwóch rundach.
| Poz. | Kierowca                  | Arłamów | Świdnicki | Karkonoski | Rzeszowski | Wisły | Nadwiślański | Dolnośląski | Barbórka | Suma punktów |
| ---- | ------------------------- | ------- | --------- | ---------- | ---------- | ----- | ------------ | ----------- | -------- | ------------ |
| 1    | Hubert Palider            | 1       | 2         | NU         | 1          | NU    | 3            | 1           | 3        | 77           |
| 2    | Grzegorz Musz             | NU      | 5         | 2          | NU         | 2     | 1            | 2           | 9        | 59           |
| 3    | Jakub Brzeziński          |         | 1         | 1          | NW         | 1     |              |             |          | 45           |
| 4    | Robert Halicki            |         |           | 3          | 15         | NU    | 5            | 3           | 1        | 41           |
| 5    | Damian Wawrzyczek         | 5       | 4         | 6          | 2          | NU    |              | 17          |          | 31           |
| 6    | Tomasz Foltyn             |         |           |            | 3          | NU    | 2            | 5           | 25       | 28           |
| 7    | Tomasz Hupało             | 2       | 3         | NU         | NU         |       |              | 6           |          | 27           |
| 8    | Janusz Knopt              |         |           | 4          | 22         | 4     | 4            |             |          | 24           |
| 9    | Rafał Kręcioch            | 4       |           |            |            |       |              |             | 2        | 20           |
| 10   | Szymon Cieślak            |         | 13        |            |            | 3     |              | 4           |          | 18           |
| 11   | Sławomir Strychalski      | 10      | 31        | 23         | 5          | 8     |              | 8           | 6        | 18           |
| 12   | Robert Kraus              | 13      | 8         | 7          | 4          | 19    |              |             |          | 15           |
| 13   | Michał Bachula            | 14      |           | 13         |            | 12    | 6            | 7           | 8        | 12           |
| 14   | Piotr Kalinowski          | 6       | 10        | 10         | NW         |       | 7            |             |          | 11           |
| 15   | Paweł Biegun              | 9       | 11        | 9          | NU         | 7     | 8            |             | 11       | 11           |
| 16   | Radosław Pogan            | 3       |           | NU         |            |       |              |             |          | 10           |
| 17   | Łukasz Pieniążek          |         |           |            |            | 6     |              |             | 7        | 9            |
| 18   | Oskar Lubieński           |         | 6         | NU         | NW         | 9     | 9            | 24          |          | 9            |
| 19   | Damian Tomala             |         |           |            |            |       |              |             | 4        | 8            |
| 20   | Wiktor Mączkowski         |         |           |            | 18         | 5     | 23           | 9           |          | 8            |
| 21   | Dawid Sawko               | 7       | 7         | NU         |            |       |              |             | 34       | 8            |
| 22   | Bartosz Foltyn            |         |           |            |            |       |              |             | 7        | 6            |
| 23   | Adam Kamisiński           |         |           | 5          | NW         | NU    |              |             |          | 6            |
| 24   | Krystian Czenczek         |         |           |            | 6          |       |              |             |          | 5            |
| 25   | Michał Anaszkiewicz       |         | 16        | 20         | 7          | 29    | 12           | 13          | 19       | 4            |
| 26   | Zbigniew Skucha-Cienciała |         | 11        | 8          |            |       |              |             | 10       | 4            |
| 27   | Rafał Horecki             |         | 15        | 16         | 8          | 13    |              |             |          | 3            |
| 28   | Marcin Kurp               | 8       | 32        | NU         | 19         | NU    | 15           | 22          |          | 3            |
| 29   | Bartosz Kołdej            |         | NW        | NU         | 9          | 21    | 10           | 14          |          | 3            |
| 30   | Grzegorz Świątecki        |         | 9         | 32         |            |       |              |             |          | 2            |
| 31   | Patryk Osowiecki          |         |           |            |            |       |              | 10          |          | 1            |
| 32   | Gracjan Grela             |         |           |            |            | 10    |              |             | 17       | 1            |
| 33   | Jacek Węcławski           |         |           |            | 10         |       |              |             |          | 1            |
| Poz. | Kierowca                  | Arłamów | Świdnicki | Karkonoski | Rzeszowski | Wisły | Nadwiślański | Dolnośląski | Barbórka | Suma punktów |

| Kolor     | Opis                   |
| --------- | ---------------------- |
| Złoty     | Zwycięzca              |
| Srebrny   | 2. miejsce             |
| Brązowy   | 3. miejsce             |
| Zielony   | Punktowane miejsce     |
| Niebieski | Ukończył nie punktował |
| Fioletowy | Nie ukończył NU        |
| Czarny    | Wykluczony X           |
| Biały     | Nie wystartował NW     |
| Puste     | Nie brał udziału       |